# فالمير لويس
فالمير لويس (Valmir Louruz) (مواليد 13 مارس 1944) هو مدرب كرة قدم.

## وصلات خارجية
- J.League Data Site (باليابانية)